# Volkswagen Passat B6

## Passat B6 (2005-2010)

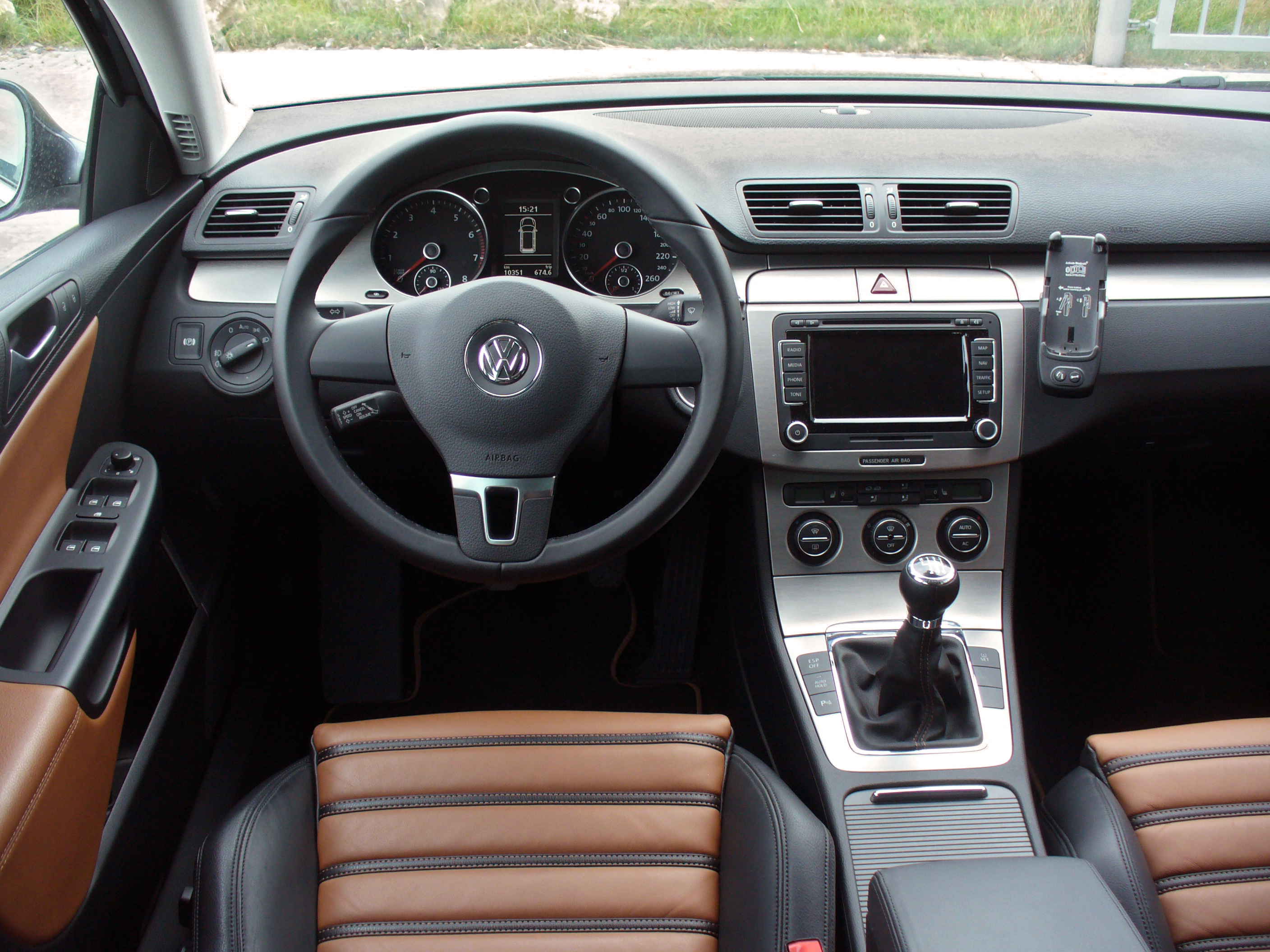
VW Passat interior

El Passat de sexta generación (Tipo 3C) retornó a la configuración de motor transversal. Comparte numerosos componentes con el Volkswagen Golf, incluyendo la gama de motores. Sobre la plataforma del Passat B6 se desarrolló el Volkswagen Passat CC, un sedán de cuatro plazas con un diseño exterior completamente distinto.
Los motores gasolina de cuatro cilindros en línea son un 1.6 litros atmosférico de 102 CV, un 1.4 L con turbocompresor de 122 CV, un 1.8 L turboalimentado de 160 CV que sustituyó al 2.0, y un 2.0 L en versiones atmosférica de 150 y turboalimentada de 200 CV. De todos ellos, solamente el 1.6 L de 102 CV carece de inyección directa. Los motores de gasolina más potentes son VR6: un 3.2 L con inyección directa de 250 CV, y un 3.6 litros con inyección indirecta de 300 CV que monta la versión R36.
Hasta el año 2008, los motores diésel poseían alimentación por inyector-bomba: un 1.9 L de 105 CV, y un 2.0 L de 140 o 170 CV. Ese año, los 2.0 L de 140 y 170 CV pasaron a incorporar alimentación por common-rail en lugar de inyector-bomba. En 2007 apareció la versión Bluemotion, diseñada para reducir consumo y emisiones, basada en el 1.9 de 105 CV, En el cuarto trimestre de 2008 este motor se sustituyó por un 2.0 litros como el de 140 o 170 CV, pero con solo 110 CV.

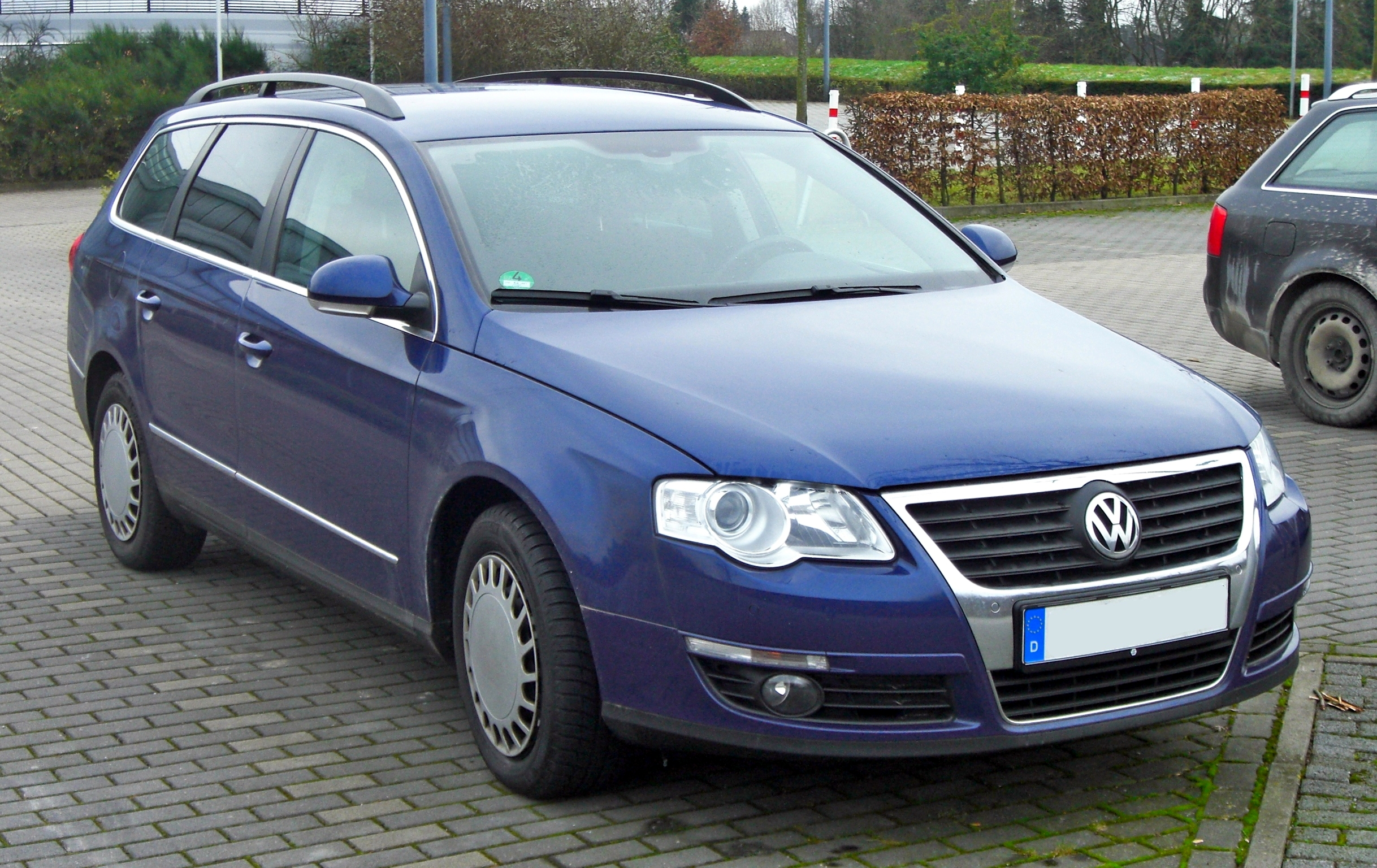
Passat B6 familiar.
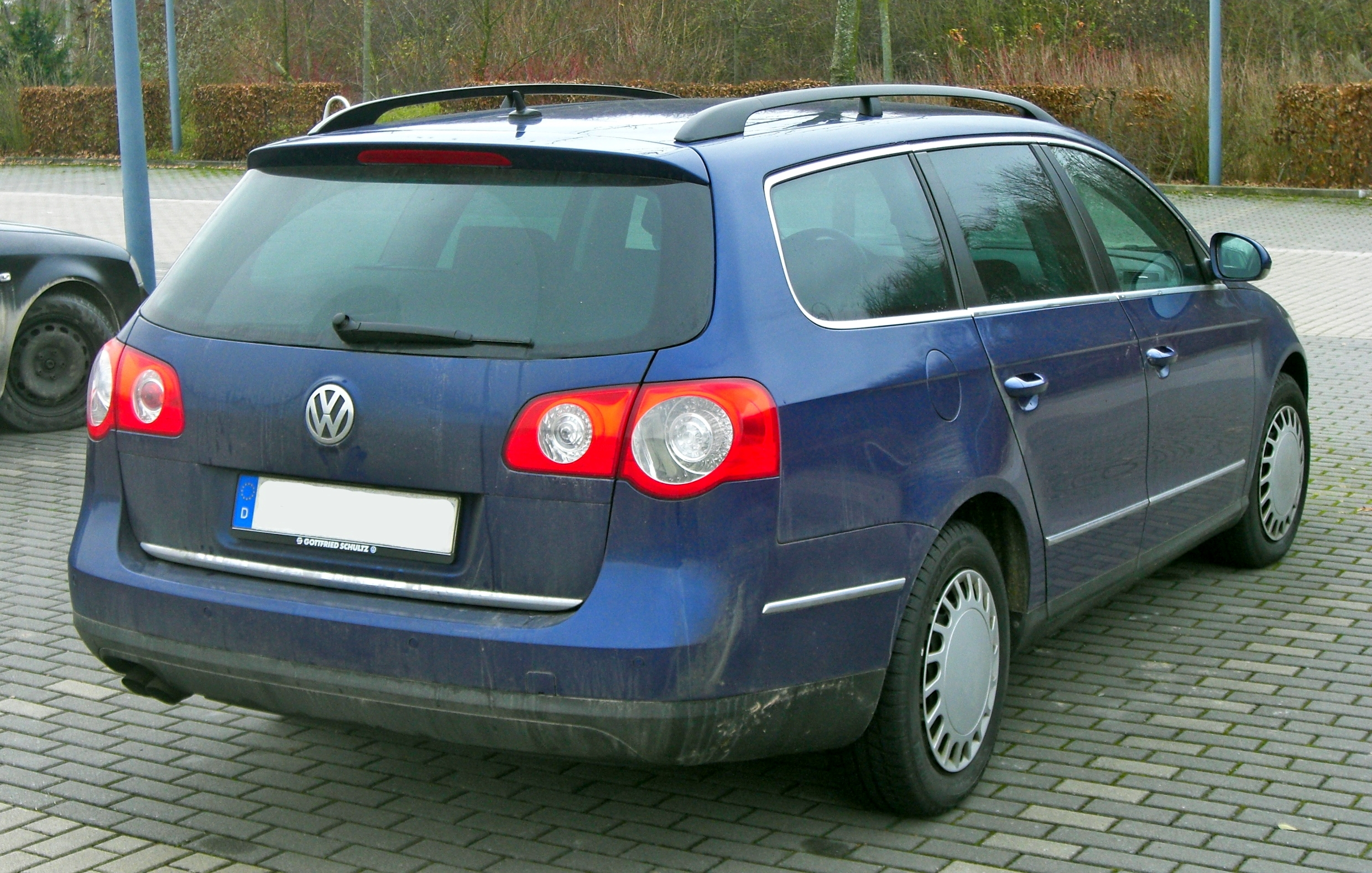
Passat B6 familiar trasera.
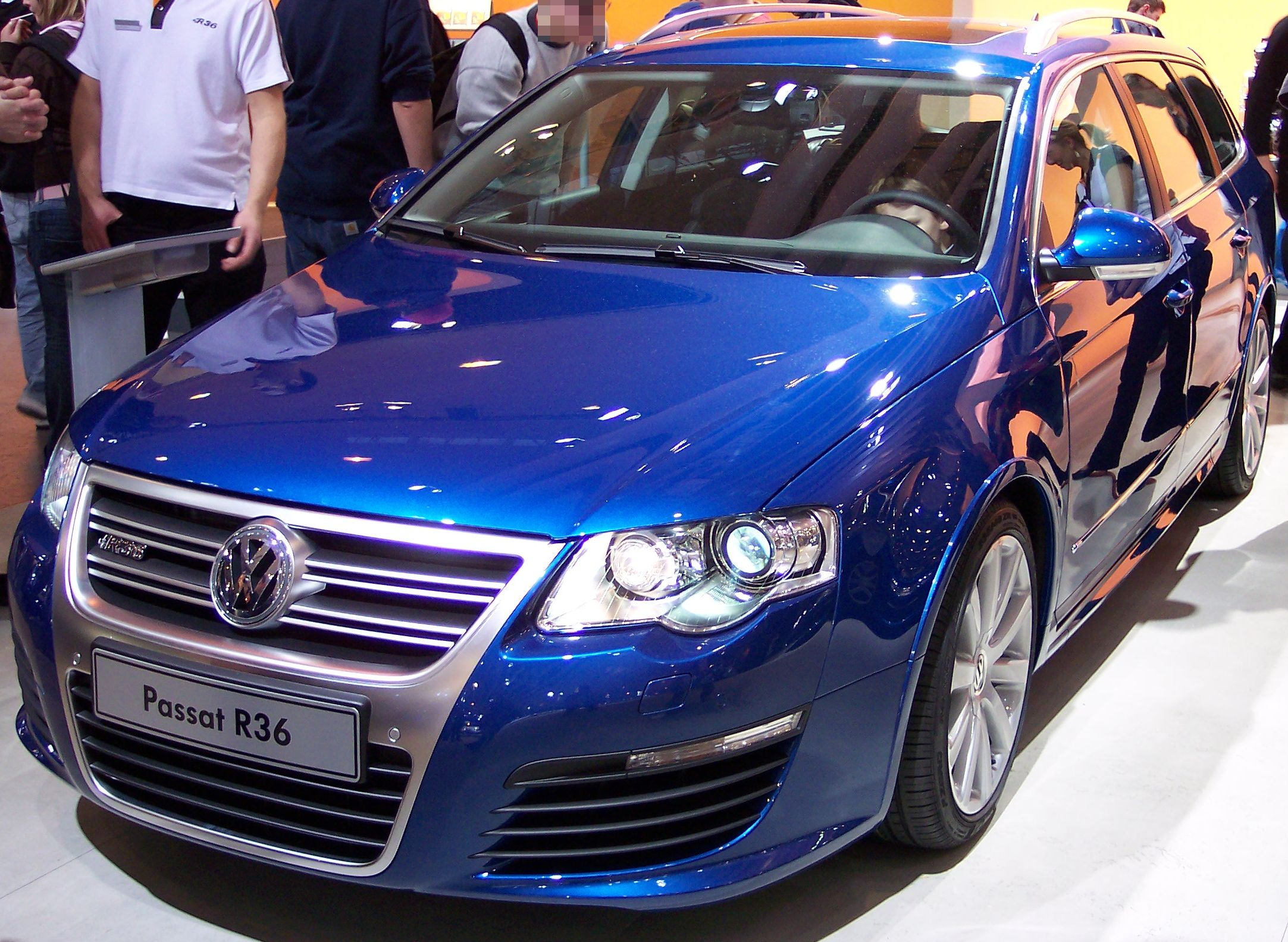
Passat B6 R36 (2006-2010)

### Motorizaciones
| Periodo                        | 2007-2010                                         | 2009-2010                                                                      | 2005-2010             | 2005-2008                                         | 2008-2010                                         | 2007-2010                                         | 2008-2010                                         | 2005-2010                                         | 2005-2007                                         | 2008-2010                                         | 2006-2010                  | 2005-2010                  | 2008-2010                  |
| Identificación del motor       | CAXA                                              | CDGA                                                                           | EEB, BSF, CCSA        | BLF, BLP                                          | CGYA                                              | BZB                                               | SADC                                              | BLR, BVX, BVY                                     | AXX, BWA                                          | CAWB                                              | AXZ                        | BLV                        | BWS                        |
| Tipo de motor                  | L4 16v, inyección directa, turbo, intercooler     | L4 16v, inyección directa, turbo, compresor, intercooler, preparación para GLP | L4 8v                 | L4 16v, inyección directa                         | L4 16v, inyección directa, turbo, intercooler     | L4 16v, inyección directa, turbo, intercooler     | L4 16v, inyección directa, turbo, intercooler     | L4 16v, inyección directa                         | L4 16v, inyección directa, turbo, intercooler     | L4 16v, inyección directa, turbo, intercooler     | VR6 24v, inyección directa | VR6 24v, inyección directa | VR6 24v, inyección directa |
| Diámetro x carrera             | 76.5 mm × 75.6 mm                                 | 76.5 mm × 75.6 mm                                                              | 81.0 mm × 77.4 mm     | 76.5 mm × 86.9 mm                                 | 82.5 mm × 84.1 mm                                 | 82.5 mm × 84.1 mm                                 | 82.5 mm × 84.1 mm                                 | 82.5 mm × 92.8 mm                                 | 82.5 mm × 92.8 mm                                 | 82.5 mm × 92.8 mm                                 | 86.0 mm × 90.9 mm          | 89.0 mm × 96.4 mm          | 89.0 mm × 96.4 mm          |
| Cilindrada                     | 1390 cm³                                          | 1390 cm³                                                                       | 1595 cm³              | 1598 cm³                                          | 1798 cm³                                          | 1798 cm³                                          | 1798 cm³                                          | 1984 cm³                                          | 1984 cm³                                          | 1984 cm³                                          | 3168 cm³                   | 3598 cm³                   | 3598 cm³                   |
| Relación de compresión         | 10.0: 1                                           | 10.0: 1                                                                        | 10.5: 1               | 12.0: 1                                           | 9.6: 1                                            | 9.6: 1                                            | 9.6: 1                                            | 11.5: 1                                           | 10.5: 1                                           | 10.5: 1                                           | 12.0: 1                    | 11.4: 1                    | 11.4: 1                    |
| Potencia máxima: CV (kW) @ rpm | 122 CV (90 kW) @ 5000                             | 150 CV (110 kW) @ 5500                                                         | 102 CV (75 kW) @ 5600 | 116 CV (85 kW) @ 6000                             | 152 CV (112 kW) @ 5000                            | 160 CV (118 kW) @ 6200                            | 160 CV (118 kW) @ 6200                            | 150 CV (110 kW) @ 6000                            | 200 CV (147 kW) @ 6000                            | 200 CV (147 kW) @ 6000                            | 250 CV (184 kW) @ 6250     | 280 CV (206 kW) @ 6200     | 300 CV (220 kW) @ 6600     |
| Par máximo: Nm @ rpm           | 200 Nm @ 1500-4000                                | 220 Nm @ 1500-4500                                                             | 148 Nm @ 3800         | 155 Nm @ 4000                                     | 250 Nm @ 1500-4200                                | 250 Nm @ 1500-4200                                | 250 Nm @ 1500-4200                                | 200 Nm @ 3500                                     | 280 Nm @ 1800-5000                                | 280 Nm @ 1800-5000                                | 330 Nm @ 2750-3750         | 350 Nm @ 2400-5300         | 350 Nm @ 2400-5300         |
| Tracción                       | Delantera                                         | Delantera                                                                      | Delantera             | Delantera                                         | Delantera                                         | Delantera                                         | Delantera                                         | Delantera / Total                                 | Delantera                                         | Delantera                                         | Total                      | Total                      | Total                      |
| Transmisión                    | Manual, 6 velocidades / Automática, 7 velocidades | Automática, 7 velocidades                                                      | Manual, 5 velocidades | Manual, 6 velocidades / Automática, 6 velocidades | Manual, 6 velocidades / Automática, 7 velocidades | Manual, 6 velocidades / Automática, 7 velocidades | Manual, 6 velocidades / Automática, 7 velocidades | Manual, 6 velocidades / Automática, 6 velocidades | Manual, 6 velocidades / Automática, 6 velocidades | Manual, 6 velocidades / Automática, 6 velocidades | Automática, 6 velocidades  | Automática, 6 velocidades  | Automática, 6 velocidades  |
| Peso                           | 1388 kg                                           | 1546 kg                                                                        | 1343 kg               | 1348 kg                                           | 1469 kg                                           | 1469 kg                                           | 1469 kg                                           | 1389 kg                                           | 1445 kg                                           | 1445 kg                                           | 1735 kg                    | 1764 kg                    | 1764 kg                    |
| Aceleración (0-100 Km/h)       | 10.5 s                                            | 9.8 s                                                                          | 12.4 s                | 11.4 s                                            | -                                                 | 8.6 s                                             | 8.6 s                                             | 9.4 s                                             | 7.6 s                                             | 7.6 s                                             | 6.9 s                      | -                          | 5.6 s                      |
| Velocidad máxima               | 203 Km/h                                          | 211 Km/h                                                                       | 190 Km/h              | 200 Km/h                                          | -                                                 | 220 Km/h                                          | 220 Km/h                                          | 213 Km/h                                          | 235 Km/h                                          | 235 Km/h                                          | 246 Km/h                   | -                          | 250 Km/h                   |
| Consumo combinado (L/100 Km/h) | 6.6                                               | -                                                                              | 7.7                   | 7.5                                               | -                                                 | 7.4                                               | 7.4                                               | 8.1                                               | 8.1                                               | 8.1                                               | 9.8                        | -                          | 9.8                        |

| Periodo                        | 2009-2010                                                  | 2005-2008                                                    | 2006-2008                                                     | 2005-2006                                                     | 2005-2008                                                     | 2005-2008                                                     | 2005-2008                                                     | 2008-2010                                                  | 2008-2010                                                  | 2009-2010                                                  | 2008-2010                                                  |
| Identificación del motor       | CAYC                                                       | BKC, BXE, BLS                                                | BWV                                                           | BVE                                                           | AZV                                                           | BKP                                                           | BMR                                                           | CBDC                                                       | CBAB                                                       | CBAC                                                       | CBBB                                                       |
| Tipo de motor                  | L4 16v, inyección directa, common-rail, turbo, intercooler | L4 8v, inyección directa, inyector-bomba, turbo, intercooler | L4 16v, inyección directa, inyector-bomba, turbo, intercooler | L4 16v, inyección directa, inyector-bomba, turbo, intercooler | L4 16v, inyección directa, inyector-bomba, turbo, intercooler | L4 16v, inyección directa, inyector-bomba, turbo, intercooler | L4 16v, inyección directa, inyector-bomba, turbo, intercooler | L4 16v, inyección directa, common-rail, turbo, intercooler | L4 16v, inyección directa, common-rail, turbo, intercooler | L4 16v, inyección directa, common-rail, turbo, intercooler | L4 16v, inyección directa, common-rail, turbo, intercooler |
| Diámetro x carrera             | 79.5 mm × 80.5 mm                                          | 79.5 mm × 95.5 mm                                            | 81.0 mm × 95.5 mm                                             | 81.0 mm × 95.5 mm                                             | 81.0 mm × 95.5 mm                                             | 81.0 mm × 95.5 mm                                             | 81.0 mm × 95.5 mm                                             | 81.0 mm × 95.5 mm                                          | 81.0 mm × 95.5 mm                                          | 81.0 mm × 95.5 mm                                          | 81.0 mm × 95.5 mm                                          |
| Cilindrada                     | 1598 cm³                                                   | 1896 cm³                                                     | 1968 cm³                                                      | 1968 cm³                                                      | 1968 cm³                                                      | 1968 cm³                                                      | 1968 cm³                                                      | 1968 cm³                                                   | 1968 cm³                                                   | 1968 cm³                                                   | 1968 cm³                                                   |
| Relación de compresión         | 16.5: 1                                                    | 18.5: 1                                                      | 18.5: 1                                                       | 18.5: 1                                                       | 18.5: 1                                                       | 18.5: 1                                                       | 18.0: 1                                                       | 16.5: 1                                                    | 16.5: 1                                                    | 16.5: 1                                                    | 16.5: 1                                                    |
| Potencia máxima: CV (kW) @ rpm | 105 CV (77 kW) @ 4400                                      | 105 CV (77 kW) @ 4000                                        | 120 CV (88 kW) @ 4000                                         | 122 CV (90 kW) @ 4000                                         | 136 CV (100 kW) @ 4000                                        | 140 CV (103 kW) @ 4000                                        | 170 CV (125 kW) @ 4200                                        | 110 CV (81 kW) @ 4200                                      | 140 CV (103 kW) @ 4200                                     | 143 CV (105 kW) @ 4200                                     | 170 CV (125 kW) @ 4200                                     |
| Par máximo: Nm @ rpm           | 250 Nm @ 1500-2500                                         | 250 Nm @ 1900                                                | 320 Nm @ 1750-2500                                            | 320 Nm @ 1750-2500                                            | 320 Nm @ 1750-2500                                            | 320 Nm @ 1750-2500                                            | 350 Nm @ 1800-2500                                            | 250 Nm @ 1500-2500                                         | 320 Nm @ 1750-2500                                         | 320 Nm @ 1750-2500                                         | 350 Nm @ 1750-2500                                         |
| Tracción                       | Delantera                                                  | Delantera                                                    | Delantera                                                     | Delantera                                                     | Delantera                                                     | Delantera / Total (4Motion)                                   | Delantera                                                     | Delantera                                                  | Delantera / Total (4Motion)                                | Delantera                                                  | Delantera / Total (4Motion)                                |
| Transmisión                    | Manual, 5 velocidades                                      | Manual, 5 velocidades                                        | Manual, 5 velocidades                                         | Manual, 5 velocidades                                         | Manual, 6 velocidades / Automática, 6 velocidades             | Manual, 6 velocidades / Automática, 6 velocidades             | Manual, 6 velocidades / Automática, 6 velocidades             | Manual, 5 velocidades                                      | Manual, 6 velocidades / Automática, 6 velocidades          | Manual, 6 velocidades / Automática, 6 velocidades          | Manual, 6 velocidades / Automática, 6 velocidades          |
| Peso                           | 1486 kg                                                    | 1422 kg                                                      | -                                                             | -                                                             | -                                                             | 1454 kg                                                       | 1457 kg                                                       | 1510 kg                                                    | 1529 kg                                                    | -                                                          | 1532 kg                                                    |
| Aceleración 0–100 km/h         | 12.4 s                                                     | 12.1 s                                                       | -                                                             | -                                                             | -                                                             | 9.8 s                                                         | 8.6 s                                                         | 11.8 s                                                     | 9.8 s                                                      | -                                                          | 8.6 s                                                      |
| Velocidad máxima               | 193 Km/h                                                   | 193 Km/h                                                     | -                                                             | -                                                             | -                                                             | 209 Km/h                                                      | 223 Km/h                                                      | 192 Km/h                                                   | 209 Km/h                                                   | -                                                          | 223 Km/h                                                   |
| Consumo combinado (L/100 Km/h) | 4.5                                                        | 5.1                                                          | -                                                             | -                                                             | -                                                             | 5.8                                                           | 6.1                                                           | 5.5                                                        | 5.6                                                        | -                                                          | 5.6                                                        |